# Pretpraters
Pretpraters is een Vlaams productiehuis dat het management van een aantal Vlaamse artiesten verzorgt en daarnaast ook verantwoordelijk is voor tal van televisie-  en theaterproducties. Het bedrijf werd in 2012 opgericht door Johnny Quidé onder de vleugels van Woestijnvis en heeft zich gespecialiseerd in humor en comedy.

## Tv-producties
- Geubels en de Hollanders (Eén, 2020)
- Is er een dokter in de zaal? (Eén, 2019-heden)
- Universiteit van Vlaanderen (VRT NU, 2017-heden)
- Advocaat van de duivel (2BE, 2016)
- Uitzonderlijk Vervoer (BNN, 2015)
- 300 jaar grens (Canvas, 2014)[3]
- Uitzonderlijk Vervoer (VIER, 2013)

## Theaterproducties
- Verslaafd! (Erik Van Looy)
- De Moppentappers (Sven De Ridder, Brik Van Dyck en Fokke van der Meulen)
- Finalistentour Humo's Comedy Cup
- Voor Dendoncker Thuis (Jens Dendoncker)
- Soetopia (Soe Nsuki)
- De Jaren Van Verstand (Thomas Smith)
- Moppen aan den toog (Sven De Ridder, Brik Van Dyck en Fokke van der Meulen)
- Vastbenoemd (Jasper Posson)
- Doorprikt (Tom Bibo)
- Bang van Dendoncker (Jens Dendoncker)
- Chaos (Thomas Smith)
- Ruis (Thomas Smith)
- Aanwezig (Thomas Smith)
- STRAK (Thomas Smith)
- Droog (Philippe Geubels)
- Hoe moet het nu verder? (Philippe Geubels)
- Made In Belgium (Philippe Geubels)
- Bedankt voor alles (Philippe Geubels)
- Stemproblemen (Christophe Stienlet)
- De Ingehuurde Man (Johan Terryn)
- Ankerman (Johan Terryn)
- Gestorven onzin  (Bert Gabriëls)
- Pech (Bert Gabriëls)
- Druk Druk Druk (Bert Gabriëls)
- Zonde van uw avond (Bert Gabriëls)

## Managementbureau
Pretpraters staat in voor het management van een aantal Vlaamse artiesten waaronder Jens Dendoncker, Jade Mintjens, Tom Bibo, Jeroen Verdick, Vincent Voeten, Evi Hanssen en Tom De Cock.

## Humo's Comedy Cup
Sinds 2012 organiseert Pretpraters Humo's Comedy Cup, een tweejaarlijkse comedywedstrijd van het weekblad Humo.